# Douglas AD Skyraider
 (juin 2025).
Si vous disposez d'ouvrages ou d'articles de référence ou si vous connaissez des sites web de qualité traitant du thème abordé ici, merci de compléter l'article en donnant les références utiles à sa vérifiabilité et en les liant à la section « Notes et références ».
Le Douglas AD Skyraider, devenu A-1 Skyraider après la mise en place du système Tri-service en 1962, est un bombardier d'appui tactique monomoteur à pistons, l'un des derniers utilisés par des armées de l'air. En effet, il est sorti lorsque les premiers avions de combat à réaction entraient eux aussi en service. Il restait néanmoins très efficace.
L'avion d'attaque léger Skyraider II est ainsi nommé en son hommage en 2024.

## Conception
Le Skyraider fut conçu pour remplacer le SBD Dauntless à la fin de la Seconde Guerre mondiale, mais il arriva trop tard pour y participer.
Le projet fut imaginé en 1944 mais ce ne fut qu'en 1945 que l'appareil vit le jour. À l'origine, il devait se nommer Dauntless II, mais en février 1946, il prit la dénomination de Skyraider. L'appellation AD-1 vient du fait que c'était le premier avion d'attaque de Douglas. L'AD-2 sort en 1948 portant des modifications sur le train d'atterrissage, dans le cockpit et dans le renforcement des ailes. En 1950 apparaît l'AD-3 avec de nouvelles modifications, notamment sur les hélices et dans le cockpit. Puis sort la version AD-4, qui est la version la plus élaborée. Les versions AD-5 en 1951, avec un plus grand espace intérieur, permettaient le transport de troupes dans sa soute. Vint ensuite l'AD-6 une version améliorée du précédent modèle, puis l'AD-7 qui fut construit jusqu'en 1958.
3 180 Skyraider ont été construits.

## Variantes
- AD-1 : première version de production en série (252 exemplaires construits).

- AD1Q : version biplace du AD-1, équipée pour les contremesures électroniques (ECM).

rétractée
- AD-2 : version qui se différencie de l'AD-1 par le renforcement de l'aile et l'augmentation de la capacité du réservoir de 60 litres. Le logement de train est aussi modifié et devient rectangulaire. À la suite de plaintes venant des pilotes, le cockpit est remanié. Tous ces changements entraînent un surcroît de masse de 1 225 kg si bien que le rayon d'action est réduit malgré les 60 litres supplémentaires.

- AD-2D : version du AD-2 servant de drone.

- AD-2Q : version équipée de contremesures électroniques.

- AD-2QU : variante avec ECM et équipement de remorquage de cibles (1 exemplaire).

- AD-3 : version bénéficiant d'un fuselage renforcé, d'une nouvelle hélice et d'un nouveau train d'atterrissage. Le cockpit est encore remanié. Tous ces changements rajoutent encore 450 kg à l'avion.

- AD-3N : version d'attaque de nuit du AD-3.

- AD-3Q : version équipée de contremesures électroniques du AD-3.

- AD-3QU : version remorqueur de cibles du AD-3.

- AD-3W : version radar (airborne early warning = AEW) du AD-3 (31 exemplaires).

- XAD-3E : version de lutte anti-sous-marine du AD-3W.

- AD-4 : C'est la version qui sera produite en plus grand nombre (372 exemplaires). Équipée du nouveau moteur Wright, le R3350-26WA, plus fiable et moins gourmand, l'AD-4 reçoit un nouveau pare-brise blindé et la crosse d'appontage est renforcée. De même que pour l'AD-3, plusieurs variantes virent le jour.

- AD-4B : version capable de larguer un armement nucléaire.

- AD-4L : AD-4 équipés du système de dégivrage.

- AD-4N : version d'attaque de nuit avec un équipage composé d'un pilote et deux opérateurs radar. Pour cette variante, le compartiment radar remplace les aérofreins, l'accès se fait par une porte vitrée de chaque côté du fuselage et une écope située sur le dos de l'appareil assure la ventilation de l'équipement.

- AD-4NA : durant la guerre de Corée, la Navy demanda à Douglas de retirer l'équipement radar de 100 de ses AD-4N afin d'augmenter la charge offensive et l'addition de deux canons de calibre 20 mm dans les ailes.

- AD-4NL : AD-4N encore modifié avec l'adjonction de système de dégivrage. 39 appareils furent ainsi modifiés.

- AD-4Q : version équipée de contremesures électroniques du AD-4.

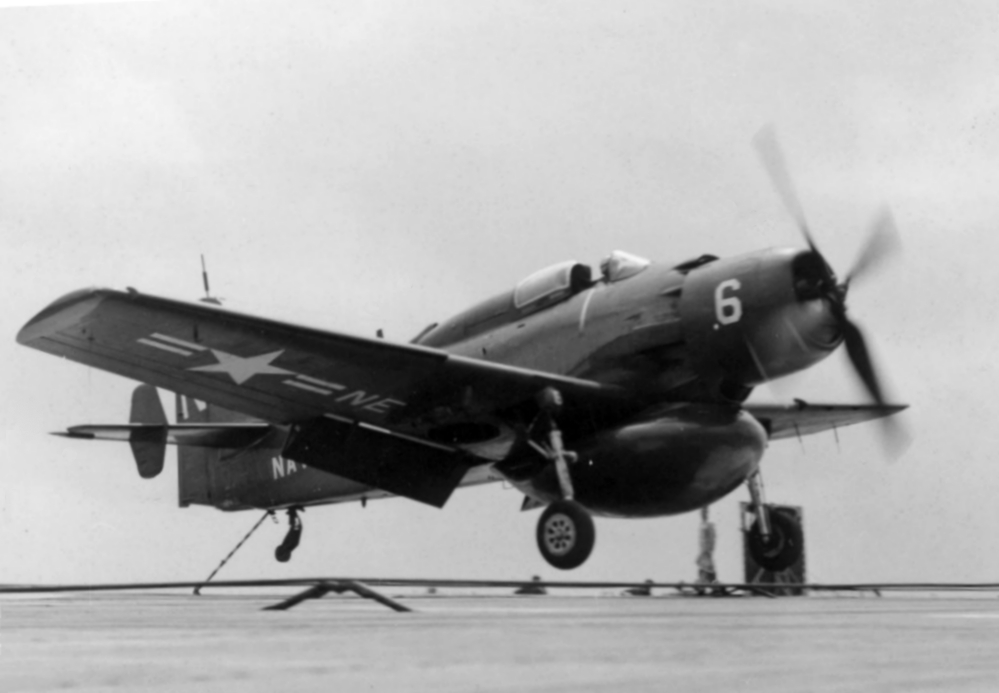
Un AD-4W AEW apponte sur le USS Leyte en 1952

- AD-4W : version radar (AEW) triplace (168 exemplaires, dont 50 pour la Royal Navy - voir ci-après).

- AD-5 : La réponse de Douglas à la demande de la Navy pour un avion de lutte sous-marine évolué donna naissance à l'AD-5. Bien que basé sur le même appareil, l'AD-5 est très différent. En premier lieu, le fuselage est élargi pour pouvoir asseoir deux pilotes côte à côte, et est allongé de 60 cm. La dérive est agrandie de 50 %, par contre les ailes restent inchangées. Derrière les pilotes prennent place un compartiment de radar et les deux opérateurs. Le premier vol de l'AD-5 eut lieu le 17 août 1951. La Navy voyant toutes les possibilités qu'offre le compartiment arrière, du transport de troupes jusqu'au transport de blessés, en commande tout de suite 212 exemplaires.

- AD-5N : version d'attaque de nuit du AD-5. Elle est quadriplace : Un pilote et un navigateur assis l'un derrière l'autre, deux radaristes assis l'un à côté de l'autre dans le compartiment arrière.

- AD-5Q : version équipée de contremesures électroniques du AD-5.

- AD-5W : version radar (AEW) triplace (218 ex.).

- AD-6 : mélange entre l'AD4-B et l'AD-5. Les renforcements faits sur l'AD-4 des ailes et du train d'atterrissage ainsi que les pylônes pour les bombes et les réservoirs supplémentaires, une canopée largable, le relevage hydraulique de la crosse d'appontage et les améliorations du cockpit de l'AD-5 se retrouvent sur l'AD-6. Cette version du Skyraider avait aussi une capacité nucléaire. Plus tard, lors de la guerre du Viêt Nam, l'AD-6 fut équipé d'une nacelle de contremesures électroniques contre les SAM nord-vietnamiens et de plaques de blindage additionnelles autour du cockpit. Aucune variante n'a été développée.

- AD-7 : toute dernière version du Skyraider, elle est équipée du R3350-26WB et le train d'atterrissage est encore renforcé. L'installation de canons de calibre 20 mm dans la partie relevable de l'aile ayant créé une fatigue prématurée de l'aile, celle-ci fut renforcée. L'AD-7, tout comme l'AD-6, pouvait délivrer une arme nucléaire.

- Skyraider AEW Mk 1 : AD-4W utilisé par la Royal Navy (50 exemplaires sur les 168).

- A-1D : nouveau nom des AD-4NA en 1962. Version utilisée par l'Armée de l'air en Algérie. Il pouvait emporter une grande quantité d'armement (3 600 kg).

- A-1E : nouveau nom des AD-5 en 1962. Version multiplex, à l'origine avion d'attaque biplace mais rapidement transformable pour l'attaque de nuit. Il peut également être transformé en transport à 12 places, en ambulance à quatre civières, en cargo emportant 907 kg de fret, en avion de reconnaissance photographique ou encore utilisé à la localisation d'objectifs.

- A-1G : nouveau nom des AD-5N en 1962.

- A-1H : nouveau nom des AD-6 en 1962. Bombardier monoplace de jour.

- A-1J : nouveau nom des AD-7 en 1962. Version équipée d'un moteur plus puissant et une structure renforcée pour les attaques à basse altitude. Il emportait une variété surprenante de charges. Au Viêt Nam, ces charges extérieures allaient jusqu'à 6 350 kg.

- EA-1E : nouveau nom des AD-5W en 1962.

- EA-1F : nouveau nom des AD-5Q en 1962.

- UE-1E : nouveau nom des AD-5 en 1962 transformé en appareil de servitude.

- XBT2D-1 (-/N/P/Q) : désignation des prototypes. Six exemplaires construits : 1 XBT2D-1 ; 3 XBT2D-1N ; 1 XBT2D-1P ; 1 XBT2D-1Q.

## Moteurs
- Wright R-3350-24W Cyclone : AD-1(XBT2D-1), AD-1N(XBT2D-1N), AD1Q(XBT2D-1Q), XAD-1W.

- Wright R-3350 Cyclone : AD-2, AD-2Q, AD-3, AD-3E, AD-3N, AD-3Q(AD-3QU), AD-3QU(AD-3Q), AD-3W, AD-5(A-1E), AD-5N(A-1G), AD-5Q(EA-1F), AD-5W(EA-1E), AD-6(A-1H).

- Wright R-3350-26WA Cyclone : AD-4, AD-4B, AD-4L, AD-4N, AD-4NA(A-1D), AD-4NL, AD-4Q, AD-4W.

- Wright R-3350-26WB Cyclone : AD-7(A-1J).

Le nom entre parenthèses est le changement de nom de certaines variantes.

## Armement
Le Skyraider est parfois qualifié "de véritable camion à bombes" tant il peut emporter d'armes. Son armement principal composé de quatre canons de calibre 20 mm et d'une charge offensive de 3 630 kg, soit 1,5 fois plus importante que celle du Boeing B-17 Flying Fortress, allant jusqu'à 6 350 kg au Viêt Nam lui conférait une large panoplie d'armes. À noter qu'une rafale de trois secondes, avec l'ensemble de ses canons représente près de 150 obus tirés. Par ailleurs, cet armement s'est montré très efficace, très précis et très fiable. 
Ses quinze points d'attache permettaient d'y installer :
- réservoirs largables de 38,5 gallons.

- réservoirs largables de 3 000 lbs.

- SUU-11 minigun de calibre 7,62 mm avec 1 500 balles.

- bidons de napalm.

- paquets avec 25 bombes à fragmentation CBU-25.

- bombes au phosphore AN-M47.

- bombes de 2 000 livres.

- bombe de 250 livres.

- bombe Mk-82.

- tube lance-roquettes 2,75 pouces.

- nacelle de lance-roquettes LAU-59/68 pour 7 roquettes au phosphore.

- nacelle de roquettes 2,75 pouces.

- fusées fumigènes CBU-22.

## Engagements
Initialement conçu pour voler pendant la Seconde Guerre mondiale en tant que chasseur-bombardier embarqué, il arriva trop tard pour y participer. Conçu pour attaquer les porte-avions japonais, il prit du service pendant la guerre de Corée en tant que chasseur de trains.
Le 26 juillet 1954, alors qu'ils étaient en mission de secours à la suite de l'attaque d'un DC-4 de la Cathay Pacific par l'aviation chinoise (en), deux AD, accompagnés d'un Corsair, provenant du porte-avions USS Philippine Sea abattent deux Lavotchkine La-7 de la force aérienne chinoise au large d'Hainan.
En 1959, l’Armée de l'Air française, à la suite d'une mission menée par Pierre Delachenal, en commanda 113 pour remplacer ses P-47 dans les opérations de la guerre d'Algérie. Après des transformations faites par Sferma, ils commencèrent leur service opérationnel le 4 février 1960 avec l’arrivé du premier à la base aérienne 142 Boufarik en Algérie française, 36 en novembre 1960 dans la 20e escadre de chasse, trois escadrons en seront doté au total. Au 1er janvier 1961, 51 sont en ligne, et trois hors service. Le 113e et dernier est livré le 30 mars 1962.
Ensuite, ils furent affectés à Madagascar et Djibouti. Un certain nombre furent donnés à des pays alliés de la France : Cambodge, Gabon, Tchad, Centrafrique.
Ils furent parmi les premiers avions américains à attaquer les côtes du Nord-Viêt-Nam à la suite des incidents du golfe du Tonkin en 1964, en décollant du porte-avions USS Ticonderoga stationné au large du Viêt Nam.

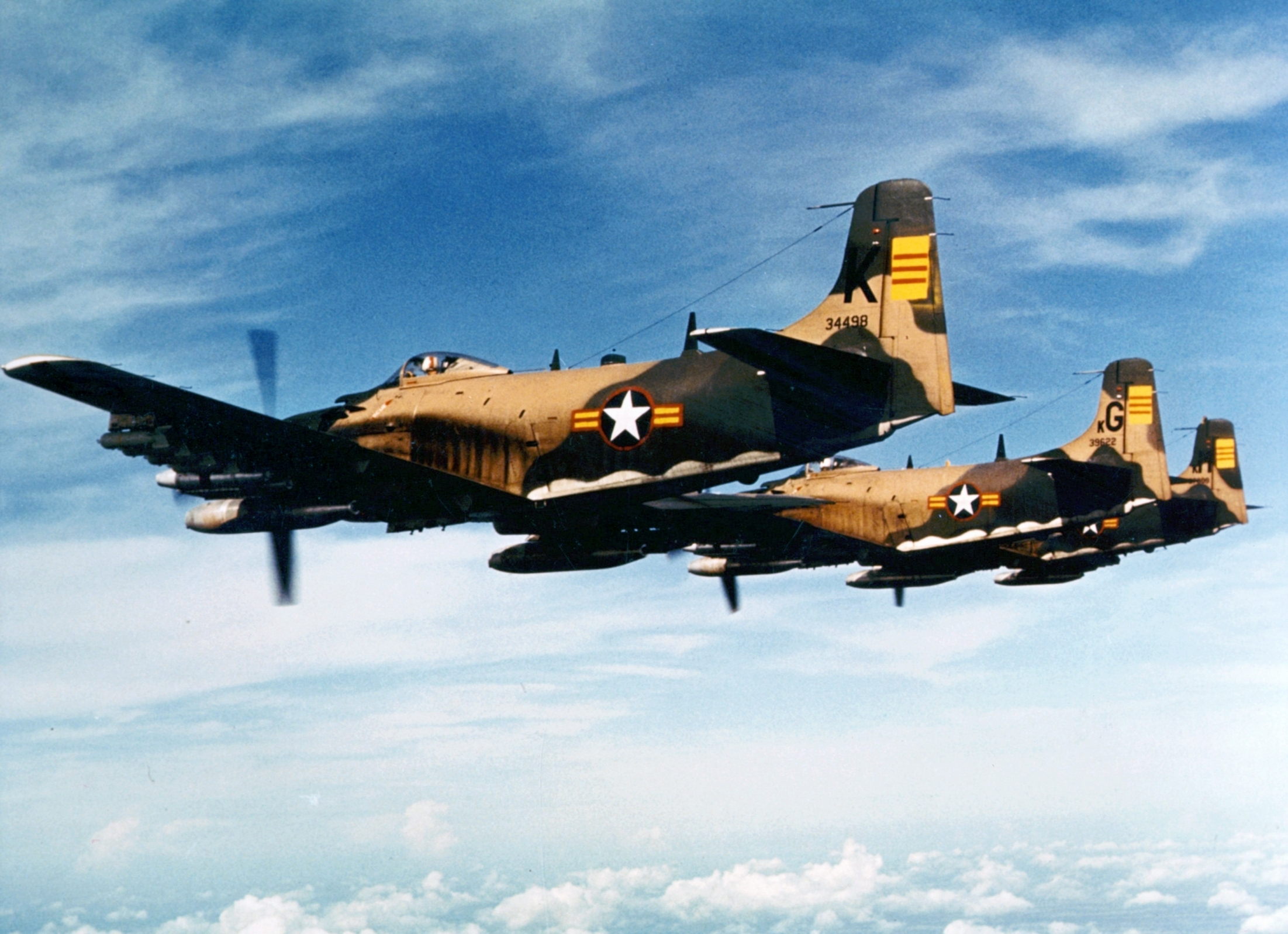
Des A-1H transférés par l'US Navy à l'aviation sud-vietnamienne. Le premier sera abattu le 15 mai 1967 et le second sera perdu le 24 avril 1972.

Une de ses missions durant la guerre du Vietnam était d'escorter les H-3 Jolly Green Giant puis leurs successeurs HH-53 Super Jolly Green Giant pour le sauvetage des pilotes tombés derrière les lignes ennemies. Surnommés Sandy ou Zorro, les A-1 (généralement, Sandy 01 et Sandy 02) avaient pour rôle d'attirer le feu de la DCA ennemie contre eux. Une fois localisée, celle-ci était prise pour cible à l'aide de roquettes et d'obus. Ensuite, Sandy 03 et Sandy 04 guidaient les hélicoptères vers la position de l'équipage abattu. Pendant la récupération, les Skyraider couvraient les hélicoptères. Quand cela s'avérait nécessaire, notamment quand le feu adverse était intense, les A-1 tiraient des roquettes qui, à l'explosion, créaient un écran de fumée pour masquer les hélicoptères. Une fois l'équipage récupéré, les hélicoptères rentraient à la base, suivis par les Skyraider. Durant la guerre du Viêtnam, les unités Sandy ont réalisé 3 833 sauvetages. Leur devise est "Pour que les autres vivent".
On l'utilisa massivement pour « nettoyer » une zone, repérer puis anéantir l'ennemi avec toutes les armes disponibles. Sa relative lenteur en faisait une proie facile pour l'ennemi, mais elle était un atout pour attaquer des cibles au sol avec précision. Il fut apprécié pour sa robustesse et sa résistance aux attaques ennemies. Néanmoins, de nombreux A-1 furent abattus par la DCA et les missiles sol-air. De fait, au fur et à mesure de l'avancée du conflit, il fut cantonné au Sud-Viêt-Nam dans des missions d'attaque car les défenses antiaériennes du Nord-Viêt-Nam étaient trop puissantes (à l'exception notable des missions de sauvetage de pilotes américains tombés en territoire hostile). Il fut utilisé jusqu'à la fin de la guerre du Viêt-Nam par les États-Unis puis par l'aviation sud-vietnamienne.

## Pays utilisateurs
- États-Unis
  - Marine des États-Unis
  - Corps des Marines des États-Unis
  - Force aérienne des États-Unis
- Cambodge
  - Aviation nationale khmère - En 1965, le royaume du Cambodge reçoit quinze Skyraider en provenance de l'aviation française. Les appareils sont employés contre les Khmers rouges durant la guerre civile cambodgienne par le Royaume de Cambodge puis par la République khmère à partir de 1970.
- République centrafricaine
  - Force aérienne centrafricaine
- France (de 1960 à 1976)
  - Armée de l'air française - 113 Skyraider retirés du service (20 AD-4, 88 AD-4N et 5 AD-4NA) sont acquis auprès de l'US Navy afin de remplacer les P-47 Thunderbolt vieillissants pour 16 000 dollars américains l'unité (141 785 dollars actuels). Tous les appareils sont convertis en AD-4N modifiés, en mono-siège pilote. Le premier appareil a été remis à l'Armée de l'Air en 1959, après avoir été révisé et doté d'un équipement français par la Sferma. Il a été utilisé à partir de 1960 et jusqu'à la fin de la guerre d'Algérie en tant qu'avion de soutien aérien rapproché, armé de roquettes et de bombes au napalm. Le 1er mai 1964, l'armée de l’air dispose de 93 appareils, dont 23 en ligne dans deux escadrons basés à Djibouti et Madagascar et 70 stockés sur la base aérienne 279 Châteaudun. Il est décidé le 30 mai 1964 d'en réformer 24 et le 1er septembre 1964, l'armée de l'air n'en dispose plus que de 69. En 1965, dix AD-4N sont donnés au Cambodge qui en disposait déjà de cinq. En 1972, il reste 27 appareils. Huit Skyraider sont cédés au Gabon à partir de février 1976, sept autres sont cédés au Tchad en 1976. Les derniers Skyraider français sont retirés du service le 1er septembre 1976[3].
- Gabon (de 1976 à 1984) -  
  - Garde présidentielle gabonaise - la France cède huit Skyraider dont quatre livrés en février 1976 et un en 1977 dont un pour réserves de pièces détachées, et les trois derniers plus tard également pour pièces. Ils sont pilotés par des mercenaires français servant dans la garde présidentielle. Deux Skyraider participent à la guerre civile tchadienne en 1977 en soutien aux troupes tchadiennes. Ces appareils servirent jusqu’en 1982[3] ou 1984.
- Royaume-Uni (de 1951 à 1962)
  - Aéronautique navale britannique - La Royal Navy a acquis cinquante avions d'alerte rapide AD-4W en 1951 dans le cadre du Programme d'assistance militaire sous l'appellation de AEW.1 Skyraider. Ils participèrent à la crise de Suez de 1956. Ils sont replacés par le Fairey Gannet AEW.3 à partir de 1960. Les derniers appareils sont retirés en 1962. Quatorze AEW.1 sont vendus à l'armée de l'air suédoise. Les radars APS-20 du Skyraider équipent les AEW.3 de la Navy jusqu'en 1978 et les AEW.2 de la Royal Air Force jusqu'en 1991.
- Suède (de 1962 à 1976)
  - Armée de l'air suédoise - Quatorze AEW.1 Skyraider britanniques ont été vendus à la Suède qui les utilisa de 1962 à 1976 comme remorqueurs de cibles.
- Tchad (de 1976 à 1981) 
  - Escadrille nationale tchadienne - En 1975 la France décide de fournir sept AD-4N Skyraider. Les quatre premiers arrivent à N’Djamena le 4 avril 1976, date à laquelle une escadrille de Skyraider dont les premiers personnels sont quatre anciens pilotes de chasse français, ayant quitté l'armée française, et opérant sous uniforme tchadien, est créée au cours de la guerre civile[4]. Les trois derniers arrivent le 15 février 1977. Un avion est abattu le 16 avril 1978. Les derniers Skyraider tchadiens sont stockés en 1979 et  retirés du service en 1982 puis rachetés par des collectionneurs[3].
- Viêt Nam du Sud (de 1960 à 1975)
  - Force aérienne vietnamienne - La marine américaine commença à transférer certains de ses Skyraider au Vietnam en septembre 1960, pour remplacer les vieux F8F. La VNAF a acquis 308 appareils au cours de la guerre du Vietnam.

### Développement lié
- Douglas A2D Skyshark

### Aéronefs comparables
- Aichi B7A
- Martin AM Mauler
- North American T-28 Trojan
- Westland Wyvern
- Iliouchine Il-10